# Bela Vista (kommun)
Bela Vista är en kommun i Brasilien.   Den ligger i delstaten Mato Grosso do Sul, i den södra delen av landet, 1 100 km sydväst om huvudstaden Brasília. Antalet invånare är 23 175.
Följande samhällen finns i Bela Vista:
- Bela Vista

Omgivningarna runt Bela Vista är huvudsakligen savann. Runt Bela Vista är det mycket glesbefolkat, med 4 invånare per kvadratkilometer.